# کوخلاتسکویه
کوخلاتسکویه (به لاتین: Kokhlatskoye) یک منطقهٔ مسکونی در روسیه است که در استان آمور واقع شده‌است.